# Ghatiana dvirupa
Ghatiana dvirupa — вид прісноводних крабів родини Gecarcinucidae. Описаний у 2024 році. Поширений у горах Західні Гати в Індії.

## Поширення
Вид поширений у Тигровому заповіднику Калі в окрузі Північна Каннада в індійському штаті Карнатака.

## Опис
Новий вид зовні найбільше нагадує Ghatiana sanguinolenta Pati, Thackeray & Pawar, 2023 з Карнатаки, але його можна легко відрізнити головним чином за кінцевим елементом першого гоноподія самця, який дистально плавно вигнутий всередину проти плавно вигнутої назовні дистальної частини кінцевого артикула в останнього виду.